# Maragha (Verwaltungsbezirk)
Maragha (persisch شهرستان مراغه) ist ein Schahrestan in der Provinz Ost-Aserbaidschan im Iran. Er enthält die Stadt Maragha, welche die Hauptstadt des Verwaltungsbezirks ist. 

## Kreise
Der Verwaltungsbezirk gliedert sich in folgende Kreise:
- Zentral (بخش مرکزی)
- Saradschu (بخش سراجو)

## Demografie
Bei der Volkszählung 2016 betrug die Einwohnerzahl des Schahrestan 262.604. Die Alphabetisierung lag bei 84 Prozent der Bevölkerung. Knapp 67 Prozent der Bevölkerung lebten in urbanen Regionen.
| Zensusjahr | Einwohnerzahl |
| ---------- | ------------- |
| 2011       | 247.681       |
| 2016       | 262.604       |